# Erioptera (Erioptera) cristata
Erioptera (Erioptera) cristata is een tweevleugelige uit de familie steltmuggen (Limoniidae). De soort komt voor in het Afrotropisch gebied.